# Laugavegur

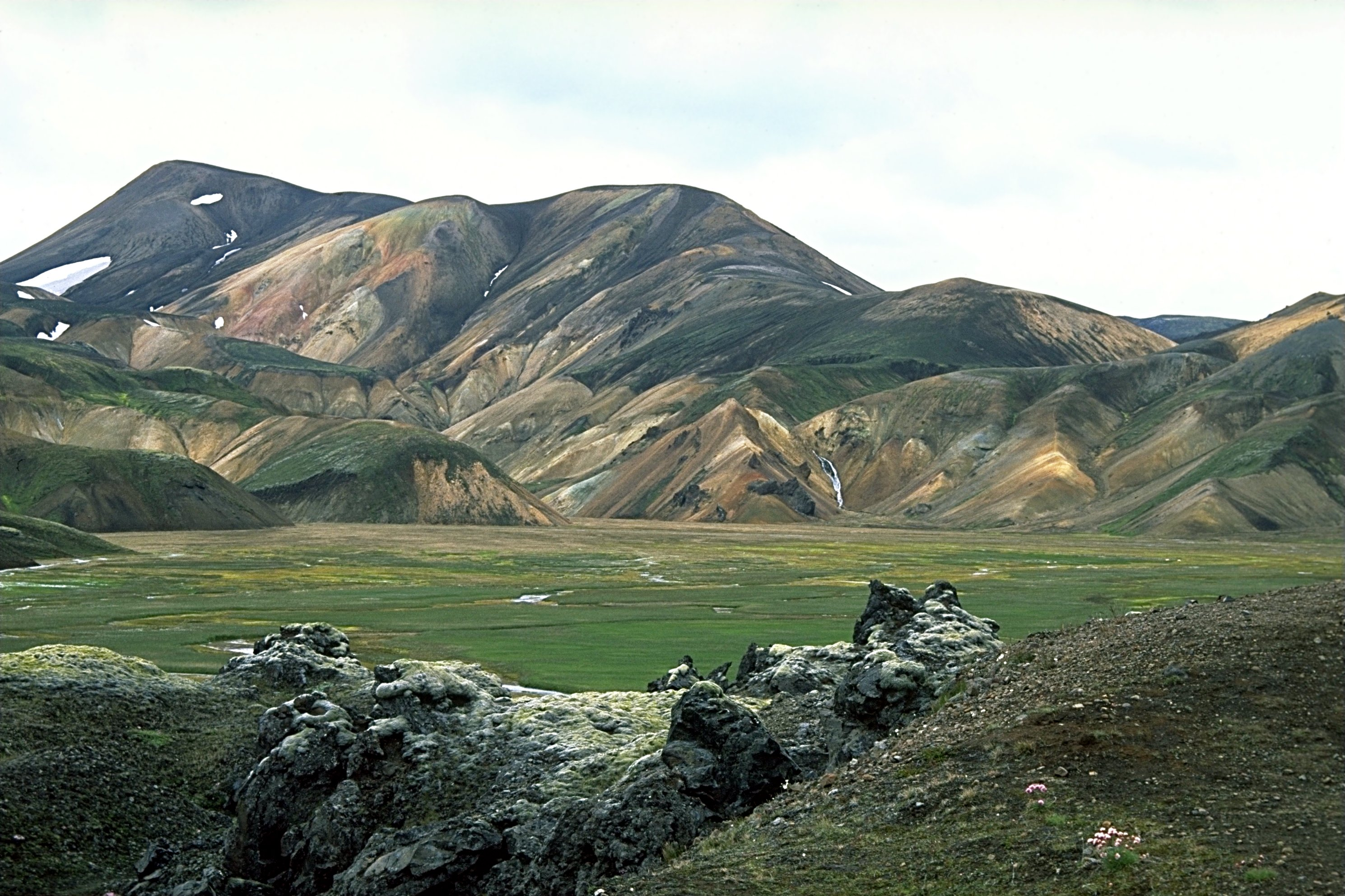
Landmannalaugar a Laugarvegurról nézve

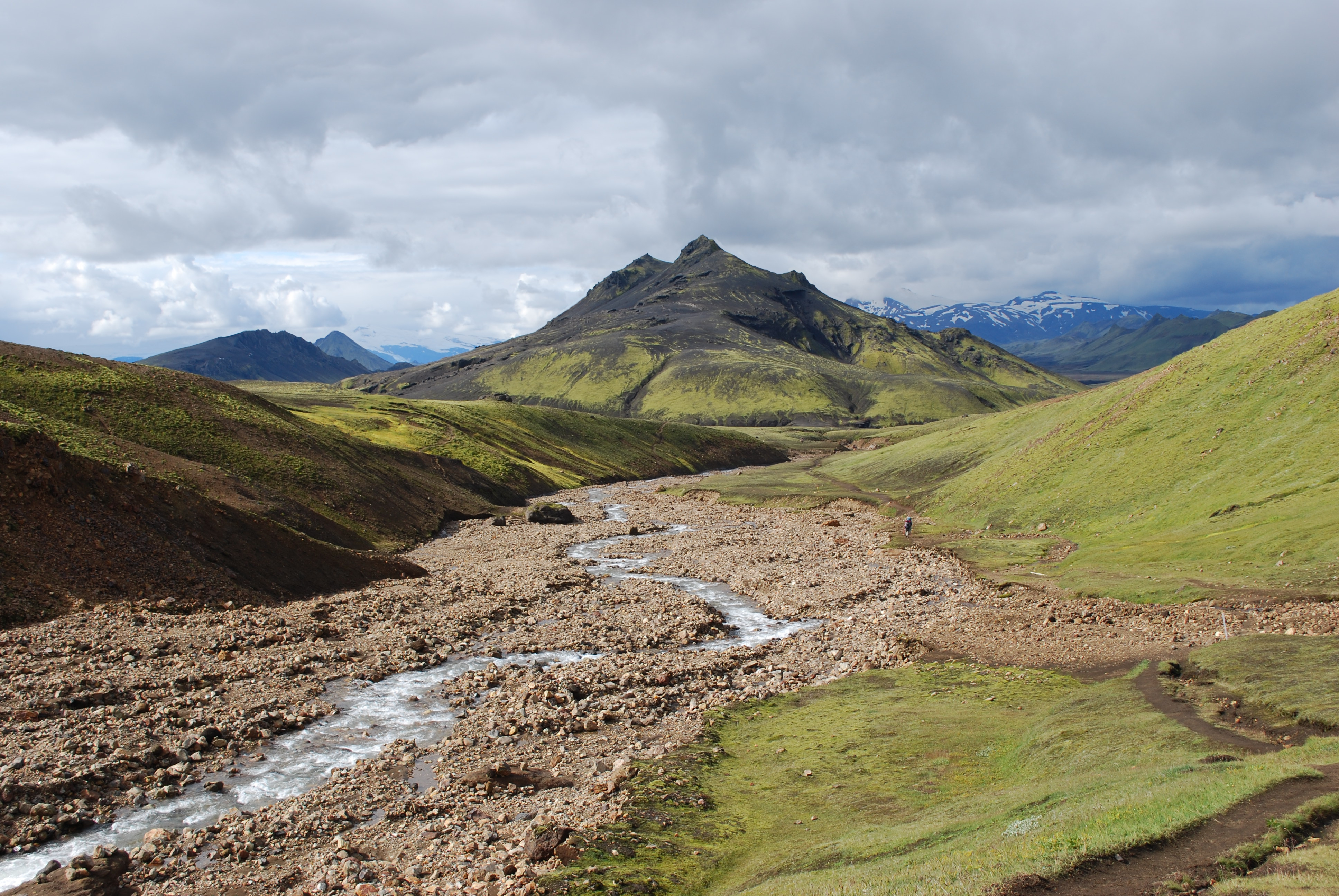
Táj az útvonalról nézve

A Laugavegur híres túraútvonal Délnyugat-Izlandon, a hőforrásairól ismert Landmannalaugartól a Þórsmörk jégvájta völgyéig. Arról nevezetes, hogy mindössze 55 km-es hosszán változatos tájak járhatók be. Az út jellemzően 2-4 nap alatt teljesíthető; Hrafntinnusker, Álftavatn és Emstrur hegyi kunyhóinál is meg lehet pihenni. Az útvonalon minden júliusban ultramaratont rendeznek. Régebben kombinálni lehetett a Fimmvörðuháls túraútvonallal, amely a Þórsmörk és Skógar közötti hágón vezet át további egy-két nap, illetve 25 km megtételével. Az Eyjafjallajökull 2010. tavaszi kitörése azonban részben elzárta a Fimmvörðuháls útvonalat, bár az átjutás így is lehetséges. Landmannalaugar, Þórsmörk, és Skógar mind megközelíthető busszal a nyár folyamán.

## Fordítás
- Ez a szócikk részben vagy egészben  a   Laugavegur című angol Wikipédia-szócikk ezen változatának fordításán alapul.  Az eredeti cikk szerkesztőit annak laptörténete sorolja fel. Ez a jelzés csupán a megfogalmazás eredetét és a szerzői jogokat jelzi, nem szolgál a cikkben szereplő információk forrásmegjelöléseként.